# Bathythrix pellucidator
Bathythrix pellucidator är en stekelart som först beskrevs av Johann Ludwig Christian Gravenhorst 1829.  Bathythrix pellucidator ingår i släktet Bathythrix och familjen brokparasitsteklar. Arten är reproducerande i Sverige. Inga underarter finns listade.